# 電銀光魚
電銀光鱼（学名：Argyripnus electronus）为輻鰭魚綱巨口魚目褶胸鱼科的其中一種。分布於東南太平洋海脊，屬深海魚類，棲息深度545-600公尺，體長可達8.9公分。

## 扩展阅读
維基物種上的相關：電銀光魚